# Gòral vermell
El gòral vermell (Naemorhedus baileyi) és una espècie d'artiodàctil de la família dels bòvids. Viu la Xina, l'Índia i Myanmar. Els seus hàbitats naturals són els boscos secs tropicals o subtropicals i els herbassars de plana secs tropicals o subtropicals. Està amenaçat per la pèrdua d'hàbitat.